# Möchs
Möchs ist ein Gemeindeteil der Marktes Hiltpoltstein im Landkreis Forchheim (Oberfranken, Bayern).

## Geografie
Das Dorf liegt im nordwestlichen Teil der Pegnitz-Kuppenalb etwa zweieinhalb Kilometer nordnordöstlich von Hiltpoltstein und auf 490 m ü. NHN.

## Geschichte

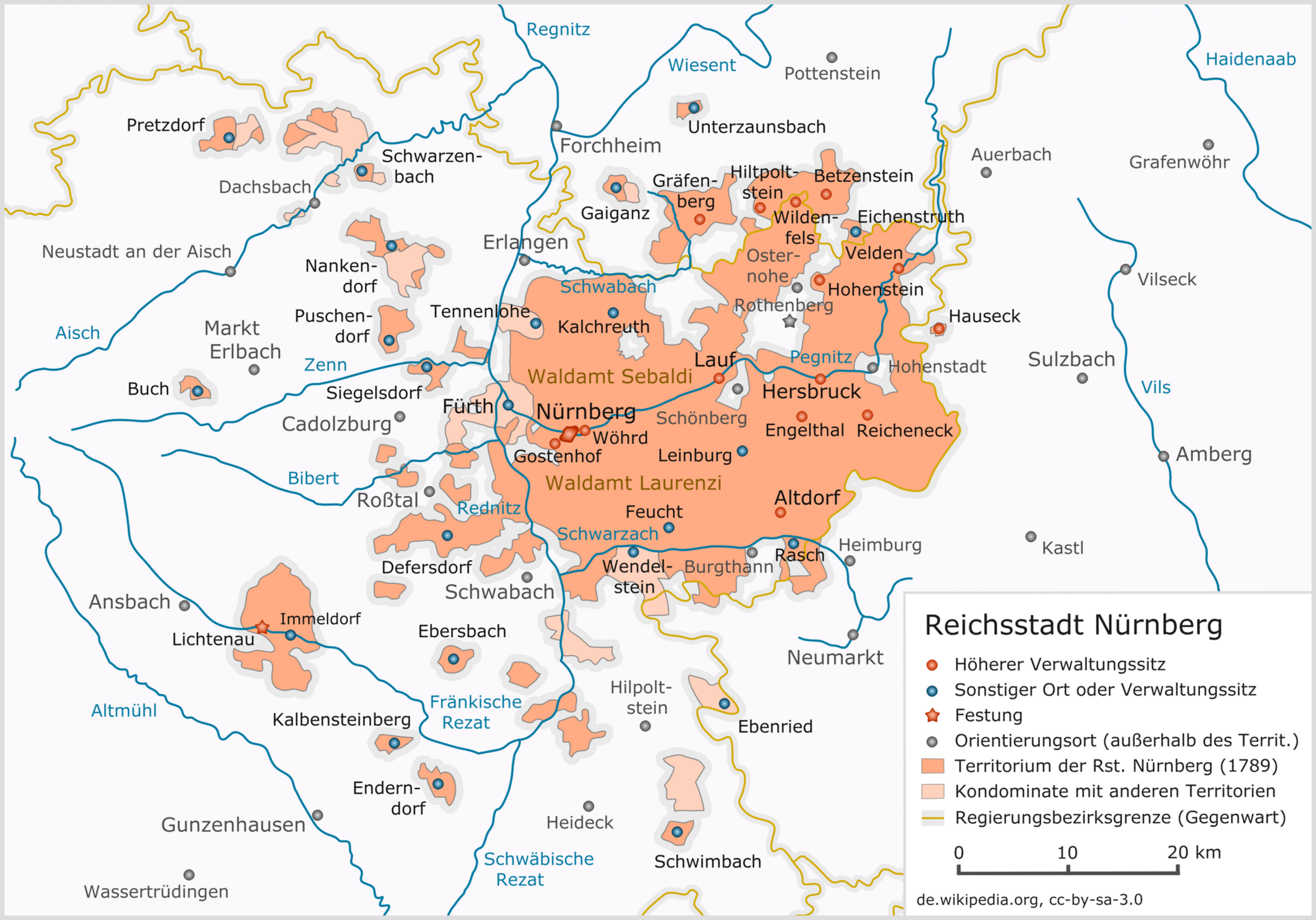
Das Landgebiet der Reichsstadt Nürnberg

Bis zum Ende des 15. Jahrhunderts hatten reichsunmittelbare Grundherren die Landeshoheit, danach gelangte Möchs unter die Hoheit der Reichsstadt Nürnberg, zu deren Landgebiet es in den folgenden drei Jahrhunderten gehörte. Die Hochgerichtsbarkeit über den Ort hatte dabei das 1503 eingerichtete nürnbergische Pflegamt Hiltpoltstein und auch die Vogtei über fünf der insgesamt 13 Anwesen des Ortes. Die Dorf- und Gemeindeherrschaft wurde vom Rittergut Hüttenbach ausgeübt, das der Adelsfamilie der Freiherrn Lochner von Hüttenbach gehörte. Eine tiefgreifende Veränderung  ergab sich erst im Jahr 1806, als die Reichsstadt Nürnberg mit ihrem verbliebenen Landgebiet vom Königreich Bayern unter Bruch der Reichsverfassung annektiert wurde. Zusammen mit dem Restgebiet des Pflegamtes Hiltpoltstein wurde Möchs bayerisch.
Durch die Verwaltungsreformen zu Beginn des 19. Jahrhunderts im Königreich Bayern wurde Möchs mit dem Zweiten Gemeindeedikt 1818 ein Bestandteil der Ruralgemeinde Obertrubach. Im Zuge der Gebietsreform in Bayern wurde Möchs 1978 in den Markt Hiltpoltstein eingegliedert.

## Verkehr
Die Anbindung an das öffentliche Straßennetz wird durch die Kreisstraße FO 20 hergestellt, die aus dem Südosten von der Bundesstraße 2 über Almos kommend den Ort durchläuft und danach nordwärts weiterführt, wo sie nach etwa eineinhalb Kilometern nahe der Hackermühle in die Staatsstraße St 2260 einmündet.

## Baudenkmäler

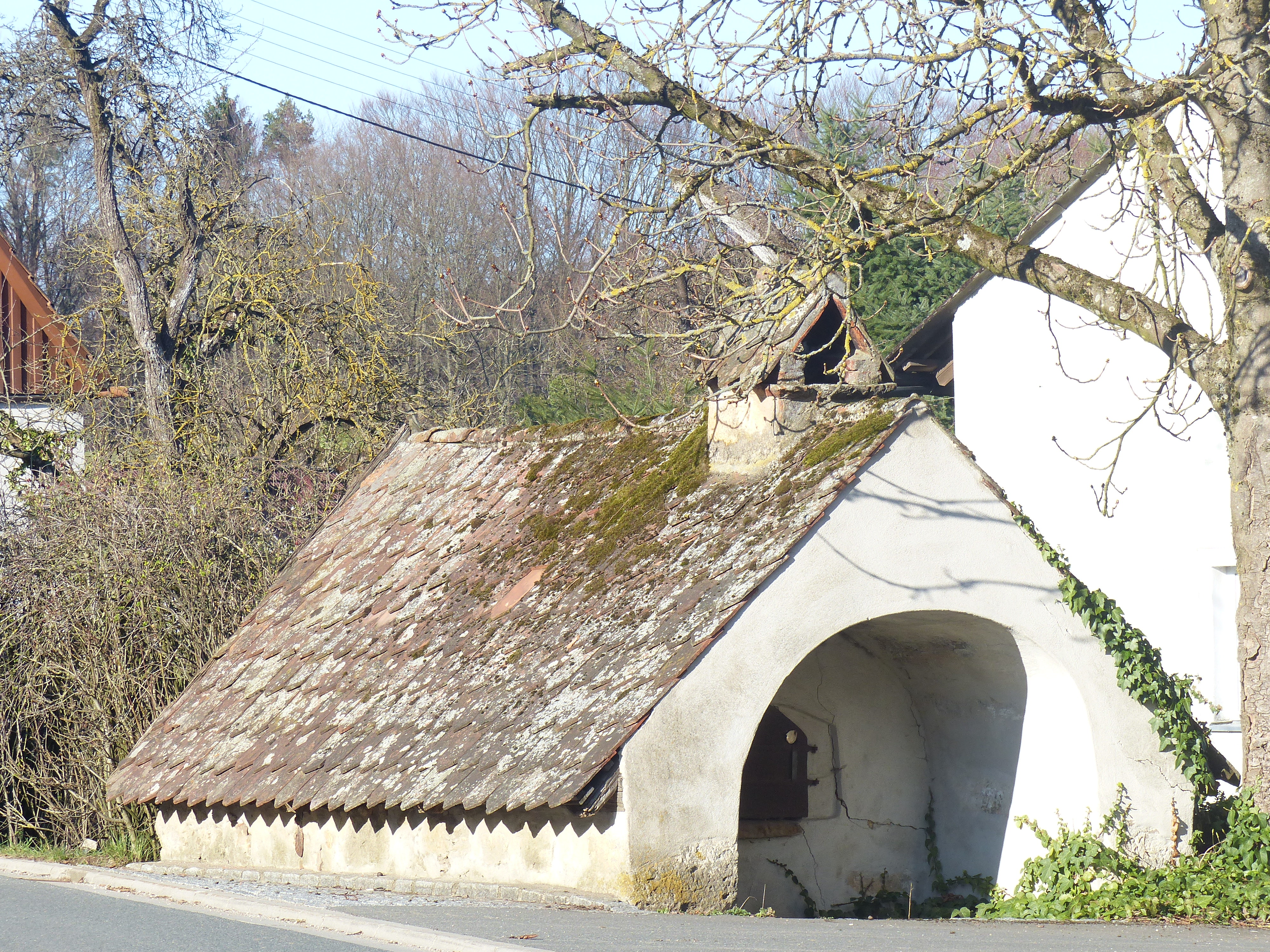
Aus dem 19. Jh. stammender Backofen

In Möchs befindet sich ein aus dem 19. Jahrhundert stammender Backofen, der unter Denkmalschutz steht.

## Trivia
Seit 1991 gibt es ein privat betriebenes Museum in Möchs, in dem historische Motorräder ausgestellt werden.